# Clásica San Sebastián 2009
De Clásica San Sebastián-San Sebastián 2009 was de 29ste editie van deze Baskische eendagskoers en werd verreden op 1 augustus 2009. De wedstrijd ging van en naar San Sebastian over 237 kilometer en werd gewonnen door de Spaanse outsider Carlos Barredo met een tijd van 5 uur en 37 minuten. Hij versloeg in de sprint Roman Kreuziger. Het tweetal bleef een uitgedund peloton van 33 renners 7 seconden voor. 

## Uitslag
| Rang | Naam              | Land      | Ploeg             | Tijd      |
| ---- | ----------------- | --------- | ----------------- | --------- |
| 1    | Carlos Barredo    | Spanje    | Quick Step        | 5u 37'00" |
| 2    | Roman Kreuziger   | Tsjechië  | Liquigas          | z.t.      |
| 3    | Mickaël Delage    | Frankrijk | Silence-Lotto     | op 7"     |
| 4    | Peter Velits      | Slowakije | Team Milram       | z.t.      |
| 5    | Ryder Hesjedal    | Canada    | Garmin-Slipstream | op z.t.   |
| 6    | Filippo Pozzato   | Italië    | Team Katusha      | op z.t.   |
| 7    | Christophe Riblon | Frankrijk | Ag2r-La Mondiale  | op z.t.   |
| 8    | Sergej Ivanov     | Rusland   | Team Katusha      | z.t.      |
| 9    | Rubén Pérez       | Spanje    | Euskaltel-Euskadi | z.t.      |
| 10   | Marco Pinotti     | Italië    | Team Columbia-HTC | z.t.      |

1981 · 1982 · 1983 · 1984 · 1985 · 1986 · 1987 · 1988 · 1989 · 1990 · 1991 · 1992 · 1993 · 1994 · 1995 · 1996 · 1997 · 1998 · 1999 · 2000 · 2001 · 2002 · 2003 · 2004 · 2005 · 2006 · 2007 · 2008 · 2009 · 2010 · 2011 · 2012 · 2013 · 2014 · 2015 · 2016 · 2017 · 2018 · 2019 · 2020 · 2021 · 2022 · 2023 · 2024
 Tour Down Under · 
 Ronde van Vlaanderen · 
 Ronde van het Baskenland · 
 Gent-Wevelgem · 
 Amstel Gold Race · 
 Ronde van Romandië · 
 Ronde van Catalonië · 
 Critérium du Dauphiné Libéré · 
 Ronde van Zwitserland · 
 Clásica San Sebastián · 
 Ronde van Polen · 
 Vattenfall Cyclassics · 
  Eneco Tour · 
 GP Ouest France-Plouay